# Maksim Anohhin
Maksim Anohhin (* 31. Oktober 1995 in Narva) ist ein estnischer Eishockeyspieler, der beim Narva PSK in der estnischen Meistriliiga spielt.

## Karriere
Maksim Anohhin begann seine Karriere als Eishockeyspieler in seiner Geburtsstadt in der Nachwuchsabteilung des Narva PSK. Zwischenzeitlich spielte er auch für den HK Valmiera in der lettischen U20-Liga. In der Spielzeit 2013/14 debütierte er für seinen Stammverein in der Meistriliiga. 2016 gewann er mit dem Klub dessen erste estnische Meisterschaft seit 15 Jahren.

### International
Für Estland nahm Anohhin im Juniorenbereich an der U18-Weltmeisterschaft 2013 und den U20-Weltmeisterschaften 2014 und 2015 jeweils in der Division II teil, wobei er 2015 zum besten Spieler seiner Mannschaft gewählt wurde.
Im Seniorenbereich trat er für die stnischen Herren erstmals in der Division II der Weltmeisterschaft 2014 an, wobei ihm mit dem Team aus dem Baltikum nicht nur der Aufstieg in die Division I gelang, sondern er auch die beste Plus/Minus-Bilanz des Turniers aufwies. Anschließend spielte er 2015 in der Division I.

## Erfolge und Auszeichnungen
- 2014 Aufstieg in die Division I, Gruppe B, bei der Weltmeisterschaft der Division II, Gruppe A
- 2014 Beste Plus/Minus-Bilanz bei der Weltmeisterschaft der Division II, Gruppe A
- 2016 Estnischer Meister mit dem Narva PSK